# Bahnhof Pölert
Bahnhof Pölert bezeichnet jeweils einen Gemeindeteil der Ortsgemeinden Hinzert-Pölert und Reinsfeld im Landkreis Trier-Saarburg in Rheinland-Pfalz sowie einen ehemaligen Bahnhof am Streckenkilometer 105,3 der Hunsrückquerbahn (Langenlonsheim–Hermeskeil).
Der Bahnsteig des Bahnhofs lag auf der Gemarkung von Reinsfeld.
Die Gemarkungsgrenze verläuft auf der Kreisstraße 95, die nach Rascheid führt.
Pölerter Bahnhof ist eine Straßenbezeichnung in Hinzert-Pölert und in Reinsfeld.
Die südliche Straßenseite gehört zum Ort Reinsfeld und die nördliche Straßenseite zum Ort Pölert.
Am Pölerter Bahnhof befinden sich das alte Bahnhofsgebäude, ein Baustoffhandel und ein Gasthof.